# Chiesa di San Giuseppe dei Ruffi
La chiesa di San Giuseppe dei Ruffi  o chiesa di San Giuseppe dei Ruffo è una chiesa che si erge a margine della piazzetta San Giuseppe dei Ruffi, a Napoli in zona Duomo.

## Storia

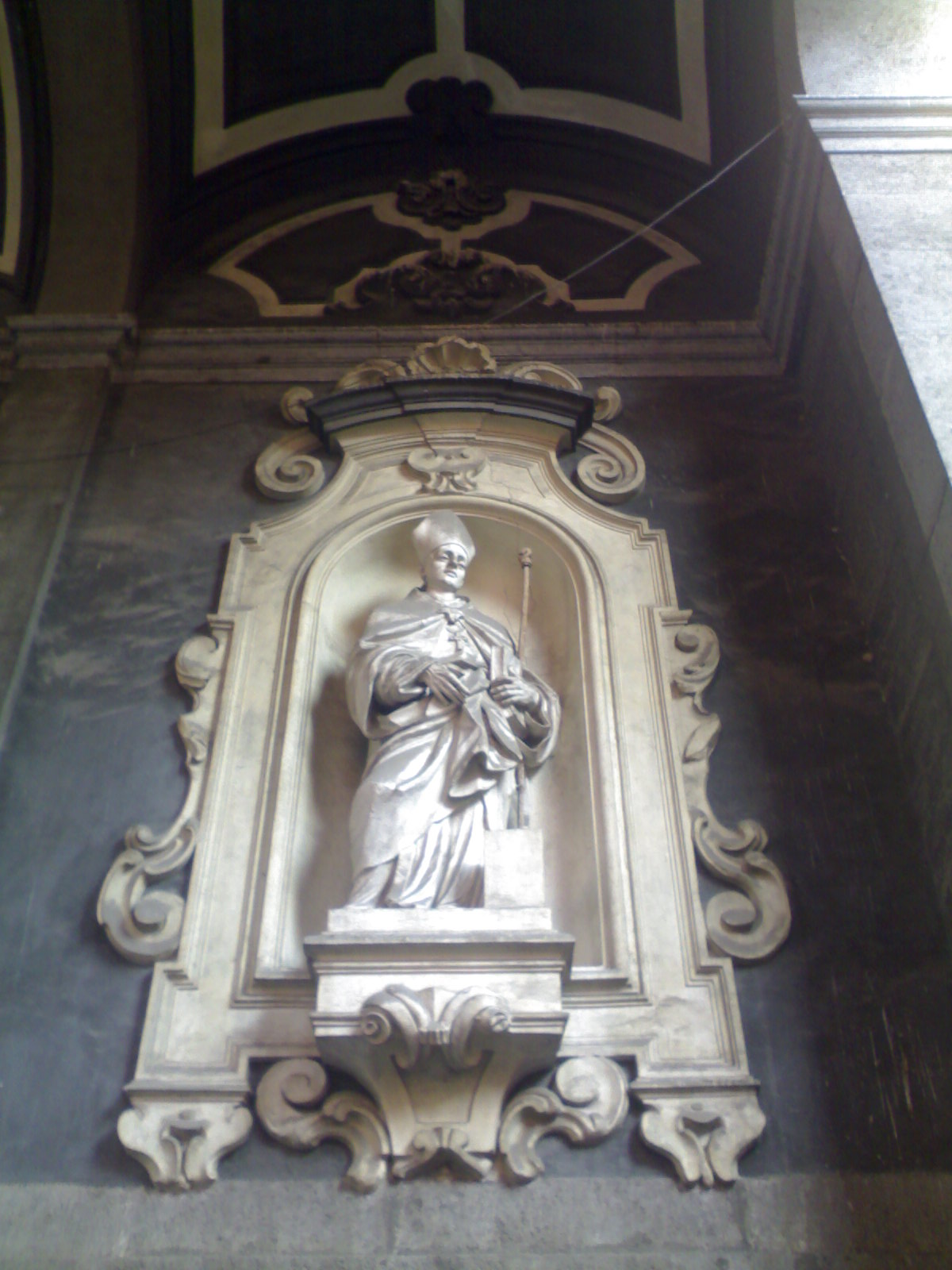
Una delle statue nell'atrio d'ingresso. Progetto di Ferdinando Sanfelice

La chiesa era parte del monastero fondato nel 1604 da varie nobildonne napoletane tra cui Cassandra Caracciolo, Ippolita e Caterina Ruffo, Caterina Tomacelli-Cybo, secondo la regola agostiniana. Nel 1611 le monache si trasferirono nel convento di Santa Maria degli Angeli, ribattezzandolo col nome di San Giuseppe, e alcuni anni dopo si decise di costruirgli una nuova chiesa, abbattendo quella esistente, e nuovi chiostri.
Il primitivo progetto risale al 1630 e venne realizzato da Dionisio Nencioni di Bartolomeo (Firenze, 1559 - Napoli, 1638), architetto già operativo ai Girolamini. Frattanto, durante l'intervento del Nencioni di Bartolomeo, si andò realizzando il terzo lato del chiostro di clausura con l'acquisizione di abitazioni limitrofe per terminare l'impianto del chiostro medesimo; nel 1636 erano completi molti ambienti e nel frattempo vennero messi in opera gli arredi.

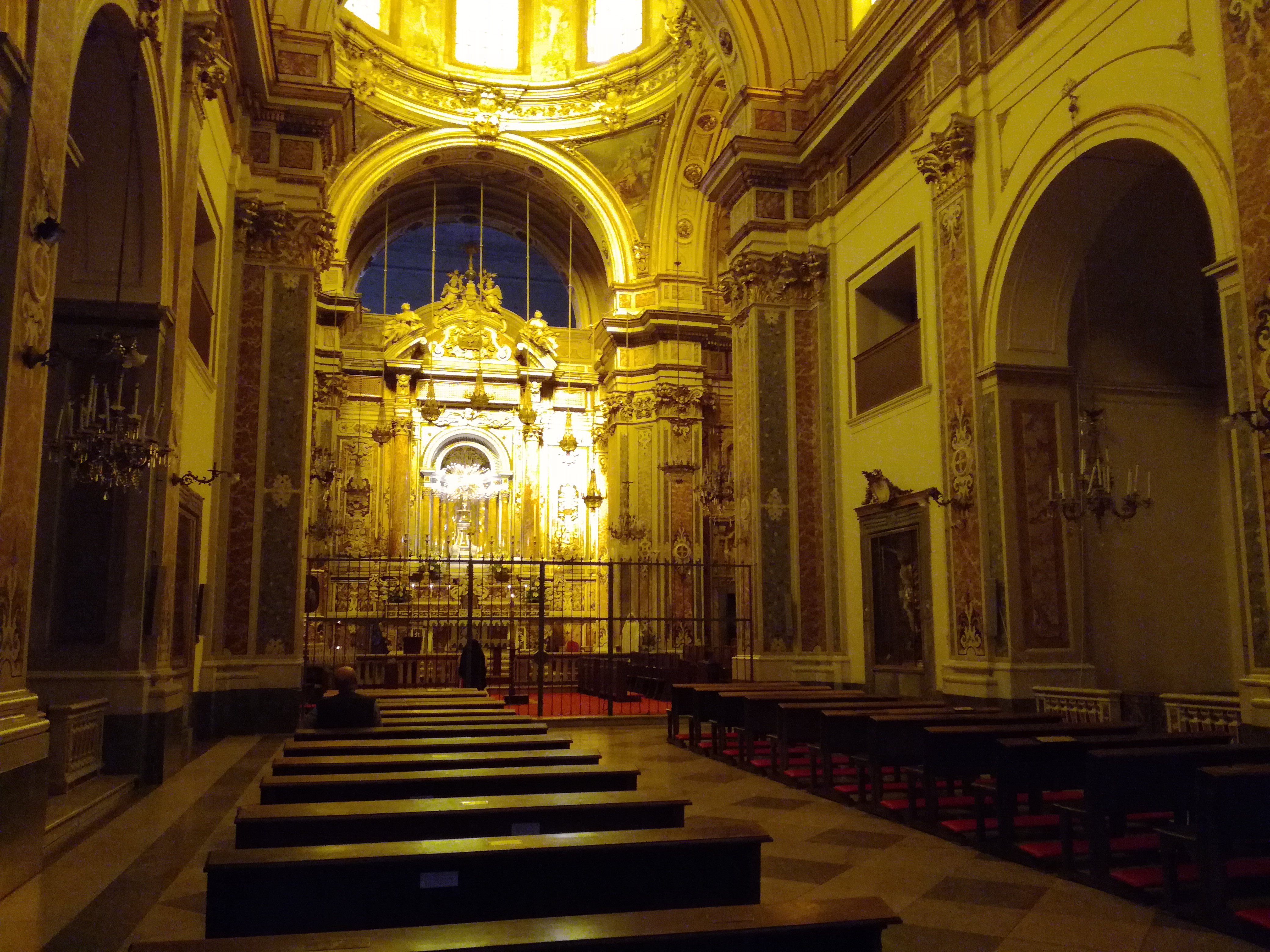
L'interno

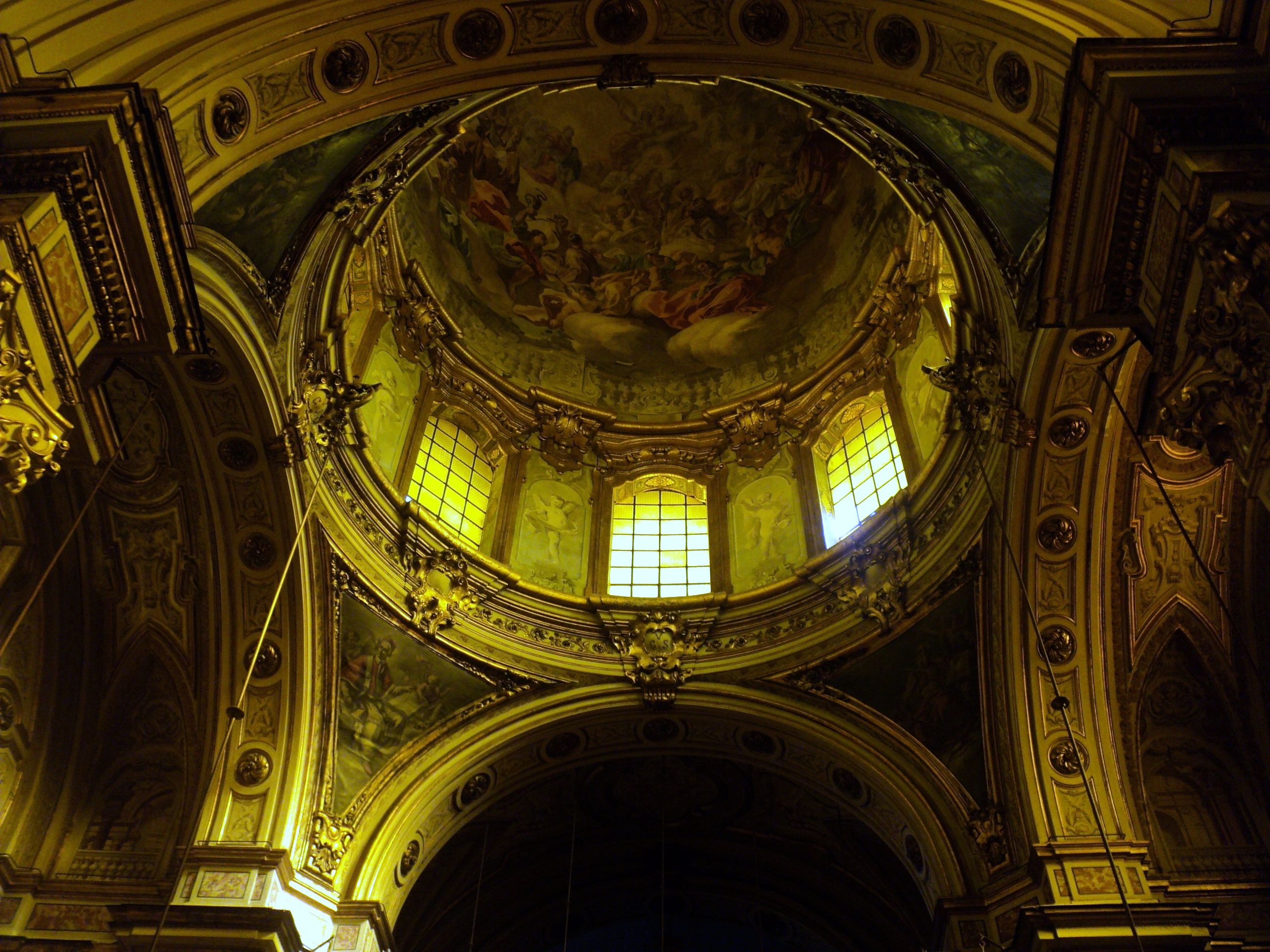
La cupola

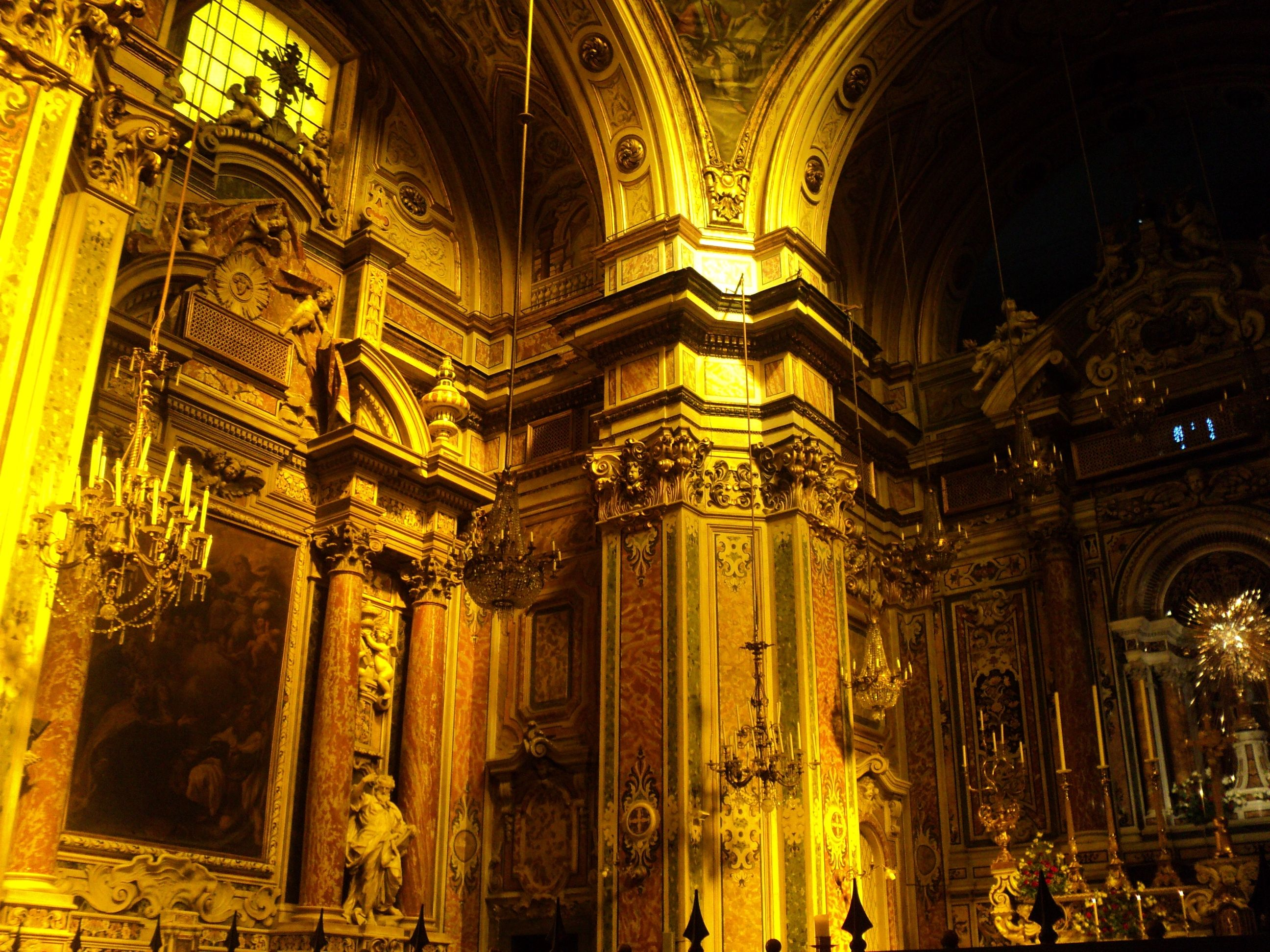
Scorcio del transetto e dell'abside

A metà del secolo una buona parte delle strutture del convento erano terminate, ma mancava la chiesa per la quale venne commissionato un progetto a Dionisio Lazzari. Nel 1669 erano pronti i piloni della prima cupola; la seconda calotta, ideata da Arcangelo Guglielmelli, risale al 1720, mentre nel 1734 fu ultimata una terza cupola, successivamente affrescata. Coeva alla costruzione dei suddetti piloni è la navata, mentre tra il 1681 eil 1686 si realizzò l'altare maggiore su disegno del Lazzari.
Alla morte di questi, avvenuta nel 1689, subentrò il suo collaboratore il Guglielmelli, il quale terminò la navata e iniziò a dirigere i lavori per l'atrio, il cui cantiere si protrasse fino al 1725 in seguito alle interruzioni del 1722 causate da alcune controversie tra i monasteri limitrofi; il Guglielmelli nella sua opera di completamento venne coadiuvato dal figlio Marcello.
Dopo la morte del Guglielmelli, avvenuta nel 1723, l'opera fu per breve tempo portata avanti dal figlio, che tuttavia non riparerò i danni dei terremoti precedenti e quindi venne liquidato e sostituito, nella carica di architetto del cantiere, da Nicola Tagliacozzi Canale, che provvide a mettere in sicurezza le strutture e a ridecorare l'interno con i marmi commessi. Per far fronte ai successivi dissesti strutturali fu nominato ingegnere del convento Mario Gioffredo, che mise di nuovo in sicurezza il complesso conventuale.
Nel XIX secolo venne eliminato un lato del chiostro grande per la creazione di via Duomo, con l'innesto, all'interno dell'area, di una cortina residenziale.

## Descrizione
La facciata della chiesa ha una struttura a portico con corpo superiore avanzato; l'atrio è preceduto da una doppia rampa di scala ed il corpo superiore ha il timpano di derivazione borrominiana, forse per i contatti culturali che avevano i progettisti napoletani con Roma.
L'interno, a croce latina con cappelle, è decorato da marmi commessi.
L'altare maggiore è stato realizzato dallo stesso Dionisio Lazzari, con sculture di Matteo Bottiglieri; l'altare del transetto destro fu disegnato dallo stesso Arcangelo Guglielmelli con Sacra Famiglia di Girolamo Imparato (tradizionalmente ed erroneamente attribuita al Pomarancio); il transetto sinistro presenta invece un altare di Bartolomeo e Pietro Ghetti, su disegno del Vinaccia, con statue di Giuseppe Sammartino e dei fratelli Ghetti, e una tela con I Santi Agostino, Teresa del Gesù, Nicola da Tolentino, Guglielmo e un altro santo vescovo che adorano la Trinità di Luca Giordano.
La cupola fu affrescata da Francesco de Mura con la raffigurazione della Gloria di San Giuseppe, nei suoi peducci sono collocati i quattro Evangelisti dipinti su tela da Paolo De Majo; mentre nelle cappelle laterali sono conservate tele di Giacomo Farelli (San Rufo soccorre la flotta cristiana durante la battaglia di Milo), Giacinto Diano (Crocifissione), Antonio Sarnelli (Madonna dell'Ulivo) e due sculture lignee di Francesco Citarelli (San Giuseppe con il Bambino e San Michele).

## Chiostri
Furono eretti nel XVII secolo su progetto di Dionisio Lazzari per volontà delle quattro donne che fondarono il complesso.
La struttura è costituita da due chiostri:
- il chiostro grande: fu costruito con un giardino delimitato da pilastri sui quali sono impostati archi acuti che reggono il corpo di fabbrica superiore con il tetto spiovente; è privo di particolari decorazioni e ciò conferisce all'ambiente un aspetto molto modesto;
- il chiostro piccolo: è a pianta quadrata con cinque arcate a lato.

I due chiostri non sono visitabili per la regola di clausura osservata dall'ordine che vi risiede.